# Athetis dallolmoi
Athetis dallolmoi är en fjärilsart som beskrevs av Emilio Berio 1975. Athetis dallolmoi ingår i släktet Athetis och familjen nattflyn. Inga underarter finns listade i Catalogue of Life.